# Głębia (film 1977)
Głębia – amerykański thriller z 1977 roku w reżyserii Petera Yatesa, zrealizowany na podstawie powieści Petera Benchleya.

## Opis fabuły
Gail Berke i David Sanders spędzają wakacje na Bermudach. Podczas nurkowania odnajdują wrak frachtowca z czasów II wojny światowej, a w jego pobliżu znajdują złotą monetę i szklaną ampułkę z tajemniczym płynem. Okazuje się, że w ampułce była morfina, a znalezisko to zatopiony podczas wojny statek z zaopatrzeniem medycznym. Ampułka wywołuje zainteresowanie Henriego Cloche'a – haitańskiego handlarza narkotyków, który nie cofnie się przed niczym, żeby zdobyć zawartość wraku. David i Gail wspólnie z Romerem Treece'm ustalają, że znajduje się w okolicy zatopiony hiszpański statek z legendarnym skarbem.

## Obsada
- Robert Shaw – Romer Treece
- Jacqueline Bisset – Gail Berke
- Nick Nolte – David Sanders
- Louis Gossett Jr. – Henri Cloche
- Eli Wallach – Adam Coffin
- Dick Anthony Williams – Slake
- Earl Maynard – Ronald
- Bob Minor – Wiley

i inni

## Nagrody i nominacje
Oscary za rok 1977
- Najlepszy dźwięk - Walter Goss, Rick Alexander, Tom Beckert, Robin Gregory (nominacja)

Złote Globy 1977
- Najlepsza piosenka Down Deep Inside - muz. John Barry, sł. Donna Summer (nominacja)

Nagrody BAFTA 1977
- Najlepsze zdjęcia - Christopher Challis (nominacja)